# Tillmans Corner
 Tillmans Corner és una concentració de població designada pel cens al comtat de Mobile (Alabama). Segons el cens del 2000 tenia 15.685 habitants.

## Demografia
Segons el cens del 2000, Tillmans Corner tenia 15.685 habitants, 5.904 habitatges, i 4.457 famílies La densitat de població era de 346,3 habitants/km².
Dels 5.904 habitatges en un 35,3% hi vivien nens de menys de 18 anys, en un 57,4% hi vivien parelles casades, en un 13,5% dones solteres, i en un 24,5% no eren unitats familiars. En el 20,2% dels habitatges hi vivien persones soles el 6,6% de les quals corresponia a persones de 65 anys o més que vivien soles. El nombre mitjà de persones vivint en cada habitatge era de 2,65 i el nombre mitjà de persones que vivien en cada família era de 3,05.
Per edats la població es repartia de la següent manera: un 25,9% tenia menys de 18 anys, un 10,2% entre 18 i 24, un 29,3% entre 25 i 44, un 24,7% de 45 a 60 i un 9,9% 65 anys o més.
L'edat mediana era de 35 anys. Per cada 100 dones hi havia 95,7 homes. Per cada 100 dones de 18 o més anys hi havia 93,4 homes.
La renda mediana per habitatge era de 34.309 $ i la renda mediana per família de 40.409 $. Els homes tenien una renda mediana de 30.613 $ mentre que les dones 21.637 $. La renda per capita de la població era de 16.901 $. Aproximadament l'11,9% de les famílies i el 13,2% de la població estaven per davall del llindar de pobresa.

## Poblacions properes
El següent diagrama mostra les poblacions més properes.